# رادونیتسه (ناحیه پراگ-شرق)
رادونیتسه (به چکی: Radonice) یک منطقهٔ مسکونی در جمهوری چک است که در ناحیه پراگ-شرق واقع شده‌است. رادونیتسه ۴٫۷۷ کیلومتر مربع مساحت و ۷۱۶ نفر جمعیت دارد و ۲۳۷ متر بالاتر از سطح دریا واقع شده‌است.